# Nicolás Régules
Nicolás de Régules Cano, connu sous le nom de Nicolás Régules, né le 10 septembre 1826 à Merindad de Montija en Espagne et mort le 9 janvier 1895 à Mexico, est un général mexicain d'origine espagnole devenu également homme d'état.

## Biographie

### Premières années
Nicolás de Régules Cano est né en 1826 à Quintanilla Sopeña, Merindad de Montija, dans la province espagnole de Burgos. Il est le fils de Leonardo de Régules et de María Rita Cano.  
En 1841, à 15 ans, sur les conseils de ses parents, il entame une brillante carrière militaire en s'enrôlant dans l'école de cavalerie de Ségovie afin d'y acquérir les principes de discipline, honneur et dignité militaire, qui l'inspirent pendant toute sa vie. L'école de cavalerie lui permet de développer ses habilités militaires et tactiques, son sens du commandement et l'usage de stratégies qu'il mettra en œuvre au service du Mexique.  

### Arrivée au Mexique
En 1846, alors qu'il est âgé de 20 ans, Nicolás de Régules arrive au Mexique par Veracruz, en provenance de La Havane. Il est alors capitaine d'escadron dans l'armée espagnole. En 1858, il se marie avec María de la Soledad Solórzano Ayala (1844-1884). Le couple devient parents de douze enfants, nés entre 1859 et 1884, dont Fidel Régules (1862-1935), médecin et homéopathe et Leonardo Régules (1872-1930), chirurgien.

### Carrière militaire
En raison de ses actes de bravoure, à la tête de ses troupes, Régules obtient les honneurs et grades militaires jusqu'à recevoir de mains du président Benito Juárez le grade de général de division en 1865 et le commandement de l'armée du Centre, avant ses quarante ans. Il joue un rôle militaire et politique majeur durant une période difficile de l'histoire du Mexique, au cours de la guerre de Réforme (1859) et lors de l'intervention française au Mexique. 
Parmi ses actes héroïques, il sauve la vie du président Sebastián Lerdo de Tejada en le soustrayant des porfiristes et en l'embarquant pour les États-Unis. Pendant la guerre de Réforme, en décembre 1860, il participe à la bataille de Calpulalpan. 
En 1865, Nicolás Régules et Vicente Riva-Palacio commandent cinq brigades des forces libérales sous les ordres du général José María Arteaga, dans l'état de Michoacán où les forces libérales se maintiennent de manière stable. Le 11 avril 1865, Régules, qui dispose d'une supériorité numérique écrasante de 3 800 hommes, bat les forces impérialistes françaises, lors de la bataille de Tacámbaro. Dans les rangs impérialistes, la bataille a causé la mort de sept officiers et de vingt hommes, ainsi que trois officiers et onze hommes blessés. Le général Régules emmène 210 prisonniers, mais n'exerce pas de vengeance à leur égard. 
En décembre 1865, à la tête de milliers d'hommes, Régules entre dans les districts d'Acambaro et de Maravatio et s'avance jusqu'à Temascaltepec, au sud de Toluca, le 29 décembre pour se mettre en relation avec Porfirio Diaz qui opérait dans l'état d'Ojaca. Il revient ensuite dans le Michoacán. Régules marche ensuite sur la Piedad et passe le Rio de Lerma le 11 mars 1866. Régules se replie ensuite sur Huetamo. Alors qu'on le croit anéanti, il reforme des corps de plusieurs milliers d'hommes dans le Michoacán. Régules et Riva Palacio tentent de s'emparent de Toluca, mais Bazaine fait soutenir les postes de Toluca, obligeant Régules et Riva Palacio à renoncer le 14 décembre 1866. L'empereur Maximilien quitte Mexico le 13 février 1867 et dispose désormais de 17 000 hommes au service de l'empire. Cependant, les libéraux disposent de forces quatre fois supérieures en nombre. Escobedo arrivait du nord avec 12 000 hommes, Ramón Corona, de l'ouest avec 8 000 ; il avait rallié à Morelia 6 000 hommes que commandait Régules et s'avançait avec lui sur Querétaro où Maximilien s'était retiré le 19 février 1867. Le siège de Querétaro dure jusqu'à la capture de Maximilien le 14 mai et se conclut par l'exécution du l'empereur le 19 juin 1867.
En 1866, Régules devient gouverneur de l'état de Michoacán de Ocampo et occupe brièvement cette fonction jusqu'à l'année suivante.

### Mort et postérité
Veuf depuis 1884, Nicolás Régules se remarie avec Luisa Conde qui lui donne un fils : Enrique, né en 1885.
Il meurt le 9 janvier 1895 à Mexico et il est inhumé dans le Panteón à Tepeyac. En 1909, une commune de l'état de Michoacán porte désormais le nom de Cojumatlán de Régules, en l'honneur du général. L'anniversaire de sa naissance se célèbre tous les ans le 10 septembre à Tacámbaro, en présence de la famille Régules, des autorités civiles et de citoyens de la ville.